# Associazione Nazionale dei Produttori Britannici
L'Associazione Nazionale dei Produttori Britannici (in inglese National Association of British Manufacturers; abbr. NABM), precedentemente l'Unione Nazionale dei Produttori (in inglese National Union of Manufacturers; abbr. NUM), è stata un'organizzazione che rappresentava gli interessi dei produttori e delle imprese nel Regno Unito.
Fondata nel 1915 come Associazione dei Produttori Britannici (in inglese British Manufacturers' Association; abbr. BMA), è stata rinominata Unione Nazionale dei Produttori nel 1917 e Associazione Nazionale dei Produttori Britannici nel 1961. La sua missione era quella di promuovere e difendere gli interessi degli imprenditori e dei produttori britannici, sia a livello nazionale che internazionale. È stata particolarmente forte tra le piccole e medie imprese. Nel 1965 si è fusa con la Federazione delle Industrie Britanniche e la Confederazione dei Datori di Lavoro Britannici per formare la Confederazione delle Industrie Britanniche (BCI).

## Storia
L'origine dell'associazione risale al 1915 quando è stata fondata come Associazione dei Produttori Britannici (BMA). Questa associazione era nata per rappresentare e promuovere gli interessi delle imprese manifatturiere nel Regno Unito. Durante la Prima Guerra Mondiale, l'associazione aveva il compito di affrontare le sfide economiche e industriali legate al conflitto.
Nel 1917, l'associazione ha cambiato nome diventando la Unione Nazionale dei Produttori (NUM). Questo cambiamento rifletteva un'evoluzione nella sua missione e nell'approccio alla rappresentanza delle imprese. Durante questo periodo, l'organizzazione continuò a lavorare per promuovere gli interessi dei produttori britannici in un momento di cambiamenti e sfide globali. L'associazione ha continuato a crescere e a coinvolgersi in una varietà di questioni economiche, industriali e commerciali.
Nel 1961, l'associazione ha cambiato nome nuovamente, diventando definitivamente l'Associazione Nazionale dei Produttori Britannici (NABM). Questo cambiamento rifletteva una nuova identità e l'accento sulla rappresentanza delle imprese manifatturiere britanniche.
Nel 1965, l'Associazione Nazionale dei Produttori Britannici si è fusa con la Federazione delle Industrie Britanniche e la Confederazione dei Datori di Lavoro Britannici per formare la Confederazione delle Industrie Britanniche (BCI). Questa fusione ha portato alla creazione di una nuova e più ampia organizzazione che rappresentava gli interessi delle imprese e dell'industria britannica in modo più completo. L'organizzazione ha giocato un ruolo nel plasmare le politiche industriali e commerciali, rappresentando le imprese in un contesto in continua evoluzione.